# Ilkka Kanerva
Pour les articles homonymes, voir Kanerva.
Ilkka Kanerva, né le 28 janvier 1948 à Lokalahti dans l'actuelle municipalité d'Uusikaupunki et mort le 14 avril 2022 à Turku (Finlande), est un homme politique finlandais.

## Biographie
Ilkka Kanerva étudie à l'université de Turku, obtenant une maîtrise de science politique en 1980. Membre du Parti de la coalition nationale (conservateur), ancien chef du mouvement de jeunes de son parti (Kokoomuksen Nuorten Liitto), il devient ministre des Affaires étrangères de la Finlande du 19 avril 2007 au 4 avril 2008 (Gouvernement Vanhanen II).
Il est poussé à la démission par le chef de son parti Jyrki Katainen, après un scandale engendré par l'envoi d'environ 200 SMS en un mois à une stripteaseuse de 29 ans, Johanna Tukiainen. Il est alors remplacé par le député européen Alexander Stubb.
En 2017, il est nommé ministre à titre honorifique.
Ilkka Kanerva est vice-président du conseil d'administration de Turku Energia Oy et vice-président du conseil d'administration de Turun Seudun Energiantuotanto Oy.